# Гатфілд (Вісконсин)
Гатфілд (англ. Hatfield) — переписна місцевість (CDP) в США, в окрузі Джексон штату Вісконсин. Населення — 176 осіб (2020).

## Географія
Гатфілд розташований за координатами 44°24′59″ пн. ш. 90°44′28″ зх. д. / 44.41639° пн. ш. 90.74111° зх. д. (44.416465, -90.741048).  За даними Бюро перепису населення США в 2010 році переписна місцевість мала площу 3,46 км², уся площа — суходіл.

## Демографія
Згідно з переписом 2010 року, у переписній місцевості мешкала 141 особа в 71 домогосподарстві у складі 43 родин. Густота населення становила 41 особа/км².  Було 195 помешкань (56/км²).
Расовий склад населення:
| - 97,2 % — білих - 2,1 % — корінних американців |

До двох чи більше рас належало 0,7 %. Частка іспаномовних становила 0,7 % від усіх жителів.
За віковим діапазоном населення розподілялося таким чином: 9,9 % — особи молодші 18 років, 63,1 % — особи у віці 18—64 років, 27,0 % — особи у віці 65 років та старші. Медіана віку мешканця становила 53,8 року. На 100 осіб жіночої статі у переписній місцевості припадало 101,4 чоловіків;  на 100 жінок у віці від 18 років та старших — 104,8 чоловіків також старших 18 років.
Середній дохід на одне домашнє господарство  становив 42 400 доларів США (медіана — 36 964), а середній дохід на одну сім'ю — 50 065 доларів (медіана — 43 250). За межею бідності перебувало 14,7 % осіб, у тому числі 0,0 % дітей у віці до 18 років та 9,3 % осіб у віці 65 років та старших.
Цивільне працевлаштоване населення становило 50 осіб. Основні галузі зайнятості: мистецтво, розваги та відпочинок — 38,0 %, транспорт — 30,0 %, виробництво — 16,0 %, освіта, охорона здоров'я та соціальна допомога — 10,0 %.